# 541 (číslo)
Pět set čtyřicet jedna je přirozené číslo. Následuje po čísle pět set čtyřicet a předchází číslu pět set čtyřicet dva. Římskými číslicemi se zapisuje DXLI a řeckými číslicemi φμα.

## Matematika
541 je:
- Deficientní číslo
- Prvočíslo
- Nešťastné číslo

## Astronomie
- (541) Deborah je planetka hlavního pásu, kterou objevil v roce 1904 Max Wolf

## Roky
- 541
- 541 př. n. l.